# Août 1991

## Évènements
- Le soviet suprême est dissous au Kazakhstan.
- Attaque massive de l'armée serbe en Slavonie occidentale (Croatie).
- Exode massif d'Albanais, au minimum 20 000, vers l'Italie du Sud
- Forum pour la Restauration de la Démocratie au Kenya.

- 1er août : la Confédération suisse célèbre ses sept siècles d'existence.
- 6 août : 
  - Tim Berners-Lee annonce la naissance du World Wide Web.
  - Opération Behemoth-2, le sous-marin de classe Delta-IV K-407 Novomoskovsk tire en une salve de 16 missiles R-29RM, soit la totalité des missiles embarqués. C'est la première fois qu'un sous-marin nucléaire lanceur d'engins effectue un tir complet c'est-à-dire tire tous ses missiles en une seule salve1.
- 8 août : Vo Van Kiet, Premier ministre du Vietnam.
- 11 août (Formule 1) : Ayrton Senna (McLaren-Honda) remporte la 31e victoire de sa carrière en s'imposant, sur le Hungaroring à Budapest, lors du Grand Prix de Hongrie de Formule 1, devant les deux pilotes Williams-Renault, Nigel Mansell (2e) et Riccardo Patrese (3e).
- 18 août : tentative ratée de Putsch communiste en URSS voulant réimposer un contrôle communiste centralisé. Gorbatchev est placé en résidence surveillée en Crimée.
- 19 août : le président américain George H. W. Bush condamne la tentative de putsch communiste de Moscou à la demande de Boris Eltsine.
- 20 août : rétablissement de l'indépendance de l'Estonie
- 24 août : indépendance de l'Ukraine.
- 25 août : 
  - indépendance de la Biélorussie.
  - Formule 1 : Grand Prix automobile de Belgique.
  - Linux Thorvalds annonce le développement du noyau Linux[1].
- 27 août : indépendance de la Moldavie
- 30 août : indépendance de l'Azerbaïdjan.
- 31 août : indépendance du Kirghizistan.

## Naissances
- 3 août : Priscilla Gneto, judokate française.
- 10 août : Olivier Dion, chanteur québécois et animateur de télévision.
- 11 août : Cristian Tello, footballeur espagnol.
- 12 août : Kiki Mordi, journaliste et documentariste nigériane.
- 16 août : 
  - Sarah-Jeanne Labrosse, actrice canadienne.
  - Evanna Lynch, actrice irlandaise.
- 24 août : Sinatou Saka, journaliste béninoise.
- 26 août :
  - Dylan O'Brien, acteur, musicien et réalisateur américain
  - Lazar Pajović, footballeur serbe.
- 28 août : Samuel Larsen, chanteur américain.
- 30 août :  Édouard Detrez, entrepreneur français.

## Décès
- 8 août : James Irwin, astronaute américain (° 17 mars 1930).
- 12 août : Edward George Bowen, électronicien gallois (° 14 janvier 1911).
- 21 août : Costanzo W. Figlinesi, 79 ans, peintre italien (° 1912).
- 30 août : Jean Tinguely, 66 ans, artiste plasticien suisse (° 22 mai 1925)